# Уильямс, Билли
Билли Уильямс (англ. Billy Williams; 3 июня 1929, Уолтемстоу, Лондон — 2025) — английский кинооператор. Лауреат премии «Оскар» за лучшую операторскую работу в фильме «Ганди».

## Биография
Родился 3 июня 1929 года в Уолтемстоу, Англия. Его отец Билли Уильямс старший (1895—1966) работал оператором документальных фильмов, и в 14 лет он стал помогать ему делать учебные и промышленные фильмы. Первой работой Уильямса в качестве кинооператора стала документальная короткометражка «День рождения». Работал одним из операторов на съёмках фильма «Изгоняющий дьявола» (1973). Наиболее известен по фильму «Ганди» режиссёра Ричарда Аттенборо. За работу в этой картине Билли Уильямс и второй оператор Ронни Тэйлор получили премию «Оскар» в 1983 году. В январе 1996 года ушёл на пенсию.
Член Британского общества кинооператоров с 1967 года, в настоящее время почётный член. Был президентом общества с 1975 по 1977 год.
21 мая 2025 года было объявлено о смерти Уильямса.

## Избранная фильмография
- 1968 — Волхв / The Magus (реж. Гай Грин)
- 1969 — Влюблённые женщины / Women in Love (реж. Кен Расселл)
- 1971 — Воскресенье, проклятое воскресенье / Sunday Bloody Sunday (реж. Джон Шлезингер)
- 1975 — Ветер и лев / The Wind And The Lion (реж. Джон Милиус)
- 1976 — Путешествие проклятых / Voyage of the Damned (реж. Стюарт Розенберг)
- 1978 — Молчаливый партнёр / The Silent Partner (реж. Дэрил Дьюк)
- 1979 — Красиво уйти / Going In Style (реж. Мартин Брест)
- 1980 — Сатурн-3 / Saturn 3 (реж. Стэнли Донен, Джон Барри (в титрах не указан))
- 1981 — На золотом озере / On Golden Pond (реж. Марк Райделл)
- 1982 — Ганди / Gandhi (реж. Ричард Аттенборо)
- 1984 — Горе невинным / Ordeal by Innocence (реж. Десмонд Дэвис)
- 1987 — Подозреваемый / Suspect (реж. Питер Йетс)
- 1989 — Радуга / The Rainbow (реж. Кен Расселл)

## Награды и номинации
- Премия «Оскар» за лучшую операторскую работу
  - номинировался в 1971 году за фильм «Влюблённые женщины»[10]
  - номинировался в 1982 году за фильм «На золотом озере»[11]
  - Лауреат 1983 года совместно с Ронни Тэйлором за фильм «Ганди»[6]

- Премия BAFTA за лучшую операторскую работу
  - номинировался в 1970 году за фильмы «Влюблённые женщины» и «Волхв»[12]
  - номинировался в 1972 году за фильм «Воскресенье, проклятое воскресенье»[13]
  - номинировался в 1983 году совместно с Ронни Тэйлором за фильм «Ганди»[14]

- Лауреат международного фестиваля искусства кинооператоров «Camerimage» за жизненные достижения в 2000 году[15]